# Nettan Lindgren Jansson
Mona Anette Lindgren Jansson, känd som Nettan Lindgren Jansson, ogift Lindgren, född 13 mars 1957 i Grödinge, Stockholms län, är en svensk racerförare, tävlade för Botkyrka/RAC. 
Uppväxt i en motorintresserad familj, var det svårt att inte bli biten av bilsporten. Då hennes jämnåriga tonårskamrater började i ridskola, fick Nettan Lindgren Jansson sina första lektioner på gokartbanan. 1973 började hon att tävla i gokart och reste runt med sin pappa på banorna i Sverige. Från den stunden skulle bilarna bara bli större och starkare. I 26 år åkte hon runt på Europas banor och blev en förebild och inspirationskälla för många motorintresserade kvinnor. Under de fyra år som hon tävlade i F3 var Lindgren Jansson och en fransyska de enda tjejerna bland idel killar.
Mellan åren 1989 och 1991 tävlade hon i BTCC tillsammans med Peggen Andersson och gjorde stort intryck på publiken där. Särskilt ihågkommen är hon i Storbritannien för den batalj 1990 där före detta f1-föraren Jonathan Palmer tryckte henne av banan. Palmer gjorde en våldsam manöver för att komma förbi Lindgren och puttade henne medvetet av banan. Men hans omkörningsförsök slog tillbaka på honom själv och resulterade i att han själv blev stående i gruset en bit längre fram. Lindgren Jansson tänkte inte ta detta stillatigande utan marscherade med bestämda steg bort mot Palmers bil och talade om precis vad hon tycket om hans körning. Dispyten var på väg att gå över i handgemäng då Lindgren Jansson laddade för ett rejält knytnävsslag, som lyckligtvis inte hann med att utdelas innan funktionärerna lyckades sära på de två antagonisterna. Palmer blev senare bestraffad för oschysst körning.
Största framgången för Nettan Lindgren Jansson var att som första kvinna vinna ett race i Storbritannien och BTCC på Thruxton 1990 med en BMW M3, samt inte att förglömma sina 4 SM-GULD i Lancia, samt otaliga pallplatser i Formel 3 samt STCC/Grupp A. 
Ett av hennes senaste race i Sverige körde hon i STCC 1999 i en Peugeot 406 och kunde senast ses representera Sverige i Storbritannien 2005 i Formula Woman Nations Cup där hon körde en Caterham. Hon har blivit utnämnd av Svenska Bilsportförbundet till "Stor Grabb nr:100". 
För tillfället är hon involverad som mentor för dottern och racertalangen Caroline Jansson.
Nettan Lindgren Jansson har två barn.

## Meriter
- 1973–1979 – Karting och Formel Ford Sverige
- 1979 – 5;a SM Formel Ford, Tiga/Magnum Racing
- 1979 – 3;a SSK-serien Formel Ford Sverige, Tiga/Magnum Racing
- 1980 – SM Sports 2000
- 1983 – 3;a Formel 3 (Renaults fabriksstall) Nordiska mästerskapen FIA class 2
- 1984 – 2;a och Runner up i Formel 3 Finland (Renault)
- 1985 – SM-mästare i Mini Lady, Lancia/Magnum Racing
- 1986 – SM-mästare i Mini Lady, Lancia/Magnum Racing
- 1987 – SM-mästare i Mini Lady, Lancia/Magnum Racing
- 1988 – SM-mästare i Mini Lady, Lancia
- 1989 – BTCC; slutade på en hedrande femteplats,
- 1989 – STCC; (BMW M3); slutade på niondeplats totalt
- 1990 – BTCC (en klassvinst) (BMW M3), STCC
- 1991 – BTCC; slutade totalt på plats 22 (BMW M3), STCC
- 1992–1999 – STCC (BMW M3, Ford Mondeo och Peugeot 406)

## Fotnoter
1. ↑  Sveriges befolkning 1990, CD-ROM, Version 1.00, Riksarkivet (2011).